# Новинка (Чагодощенский район)
Новинка — деревня в Чагодощенском районе Вологодской области.
Входит в состав Первомайского сельского поселения, с точки зрения административно-территориального деления — в Первомайский сельсовет.
Расположена на левом берегу реки Смердомка. Расстояние по автодороге до районного центра Чагоды — 30 км, до центра муниципального образования посёлка Смердомский — 5 км. Ближайшие населённые пункты — Заручевье, Игнашино, Смердомля, Ушаково.
По переписи 2002 года население — 10 человек.